# Наводнение (фильм, 2007)
«Наводнение: Ярость стихии» (англ. Flood) — фильм-катастрофа, поставленный в 2006 году режиссёром Тони Митчеллом по одноимённому роману Ричарда Дойла, написанному в 2003 году, в котором автор после полугода изучения природной стихии пытается предугадать возможное развитие событий в случае наводнения, когда Барьер на Темзе не выдержит напора воды, и столица Англии окажется затопленной.
Премьера фильма состоялась в Великобритании 24 августа 2007 года.

## Сюжет
Англия. Жизнь в ней протекает как всегда, под дождём, но внезапный шторм и надвигающаяся из моря 15-метровая волна ни с чем не сравнится. Власти страны узнают, что волна направляется на восточное побережье Великобритании, в бассейн реки Темзы. Как бы власти ни боролись с гигантской волной, её не остановить: она прорывает дамбы, преграды и сметает небоскрёбы. У местных инженеров есть несколько часов, чтобы уберечь город и жителей, но внезапное появление этой катастрофы застало врасплох даже городские органы и жителей Лондона, которые не успели эвакуироваться из города — мощная волна уносит миллион жизней в холодный Атлантический океан, разрушив все города восточного побережья Англии, включая столицу.

## В ролях
| Актёр            | Роль                      |
| ---------------- | ------------------------- |
| Роберт Карлайл   | Роб Моррисон              |
| Джессалин Гилсиг | Саманта «Сэм» Моррисон    |
| Джоанн Уолли     | Патриция Нэш              |
| Дэвид Суше       | помощник премьер-министра |
| Том Кортни       | Леонард Моррисон          |
| Ральф Браун      | дедушка Мела              |
| Мойра Листер     | бабушка                   |
| Том Харди        | Зак                       |
| Готфрид Йон      | Артур                     |
| Питер Уайт       | Джонсон                   |

## Производство
На съёмки фильма, проходившие весной 2006 года, было затрачено 11 недель в ЮАР и 2 недели в Лондоне.